# جزایر القروم
جزایر القروم یک مجمع‌الجزایر در بحرین است که در خلیج فارس واقع شده‌است. جزایر القروم ۰ نفر جمعیت دارد و ۰ متر بالاتر از سطح دریا واقع شده‌است.